# عکاسی دیجیتال

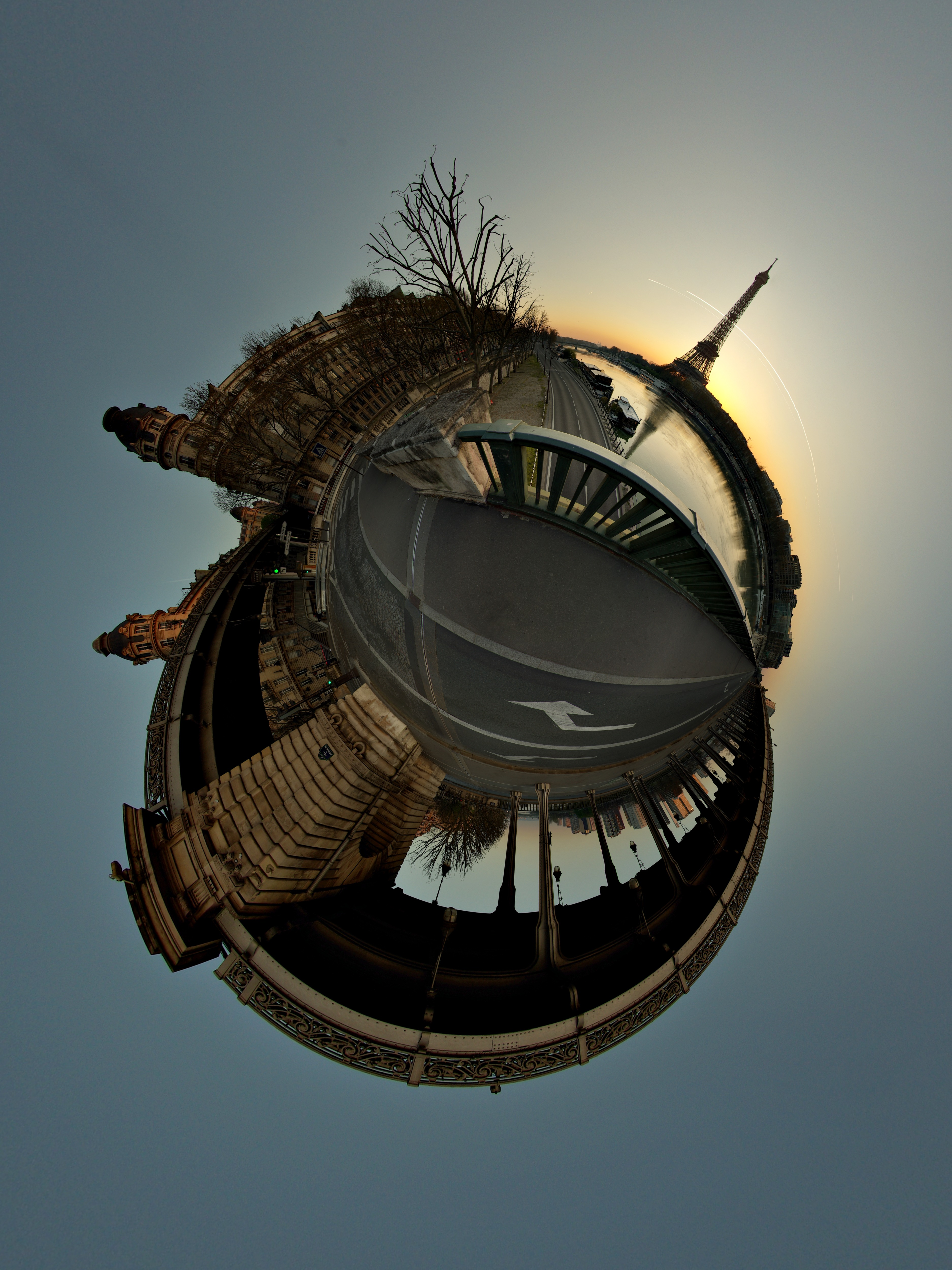
پاریس

عکاسی دیجیتال به فرایند ثبت تصاویر به وسیلهٔ دریافت و ثبت نور بر روی سطح حساس به نور حسگر الکترونیکی گفته می‌شود. الگوهای نوری بازتابیده شده یا ساطع شده از اشیا بر روی سطح حساس به نور حسگر تأثیر می‌گذارد و باعث ثبت تصاویر می‌گردد.
عکاسی دارای سه ویژگی علمی، صنعتی (اقتصادی) و هنری است. عکاسی به عنوان یک پدیده علمی تولد یافت و به شکل یک صنعت گسترش یافت و همچنین جنبه‌های هنری نیز در آن ظهور کرد.
عکاسی دیجیتال در حال حاضر رایج‌ترین تکنولوژی برای ثبت تصویرهای دوبعدی و سه‌بعدی در بازارهای مصرف‌کننده و حرفه‌ای است. آسانی نسبی استفاده، سرعت بالای بازدید، انتقال و چاپ و نیز در بسیاری از موارد، کیفیت برتر، تعدادی از ویژگی‌های متمایزکننده عکاسی دیجیتال هستند. آسانی نسبی ویرایش عکاس‌های دیجیتال و در دسترس بودن نرم‌افزارهای قدرتمند برای این کار، سبب پیش آمدن جنجال‌های بسیاری در مورد صداقت و قابل اعتماد بودن عکس‌های دیجیتالی در عرصه‌های خبرنگاری و تاریخ‌نگاری شده‌است. البته ویرایش عکس و پیامدهای مربوط به آن، محدود به عکاسی دیجیتال نیستند و این موضوع بحثی مطرح در کل طول تاریخ عکاسی بوده‌است.

## انواع سنسور
در حال حاضر سه نوع تکنولوژی بخش عمده سنسورهای تولید شده برای دوربین‌های دیجیتال را در بر می‌گیرد.
- سنسورهای سیماس یا نیم‌رسانای اکسید فلزی مکمل (CMOS)
- سنسورهای سی‌سی‌دی یا دستگاه جفت‌کننده بار (CCD)
- سنسورهای Foveon

شایان ذکر است که هیچ‌کدام از این سنسورها به صورت مستقیم توانایی شناسایی رنگ‌ها را ندارند و تنها می‌توانند شدّت روشنایی نور را ثبت کنند. هر سنسور از میلیون‌ها سنسور ریز حساس به نور تشکیل شده و هرکدام از این سنسورهای ریز قالباً یک پیکسل از عکس نهایی را ثبت می‌کند. سازندگان این سنسورها با قرار دادن فیلترهای سرخ، سبز و آبی (رنگ‌های اولیه) روی تک تک آن‌ها با استفاده از الگوهایی مانند الگو بایر می‌توانند به پردازشگرهای دوربین قابلیت آن را بدهند که با کمک الگریتم‌های درون‌یابی (اینترپولیشن) و مقایسه ارقام ثبت شده توسط ریز سنسورهای مجاور، رنگ واقعی هر پیکسل را حدس بزنند. دوربین‌هایی که توانایی ذخیره عکس را به صورت خام دارا هستند، اجازه می‌دهند که این بخش نهایی شناسایی رنگ‌ها روی رایانه شخصی انجام شود و این به کاربران اجازه می‌دهد که آزادی بیشتری در ویرایش عکس نهایی داشته باشند.

## تعداد پیکسل
یکی از ویژگی‌هایی که در بازاریابی دروبین‌های دیجیتال بر آن تأکید می‌شود تعداد کلّ پیکسل‌های یک دوربین است. این رقم که با واحد مگاپیکسل یا میلیون پیکسل شمارش می‌شود، از راه ضرب تعداد پیکسل‌های افقی و عمودی یک سنسور شمرده می‌شود. برای مثال، دوربینی که سنسوری دارای ۳هزار پیکسل افقی و ۲هزار پیکسل عمودی باشد، یک دوربین ۶ مگاپیکسلی خواهد بود. با وجود آنکه این رقم در برخی موارد می‌تواند شاخص خوبی برای مقایسه کیفیت تصویر دوربین‌های دیجیتال باشد، این رقم در اکثر موارد می‌تواند گمراه‌کننده نیز باشد. کیفیت نهایی یک تصویر دیجیتال مؤثر از متغیرهای بیشتری مانند نوع سنسور، مساحت سنسور، اندازه لنزهای ریز روی هر پیکسل، قدرت تمرکز لنز و غیره می‌باشد.